# Sparisoma axillare
 Sparisoma axillare és una espècie de peix de la família dels escàrids i de l'ordre dels perciformes.

## Morfologia
Els mascles poden assolir els 37 cm de longitud total.

## Distribució geogràfica
És un endemisme del Brasil.